# 沃爾馬朗斯塔德

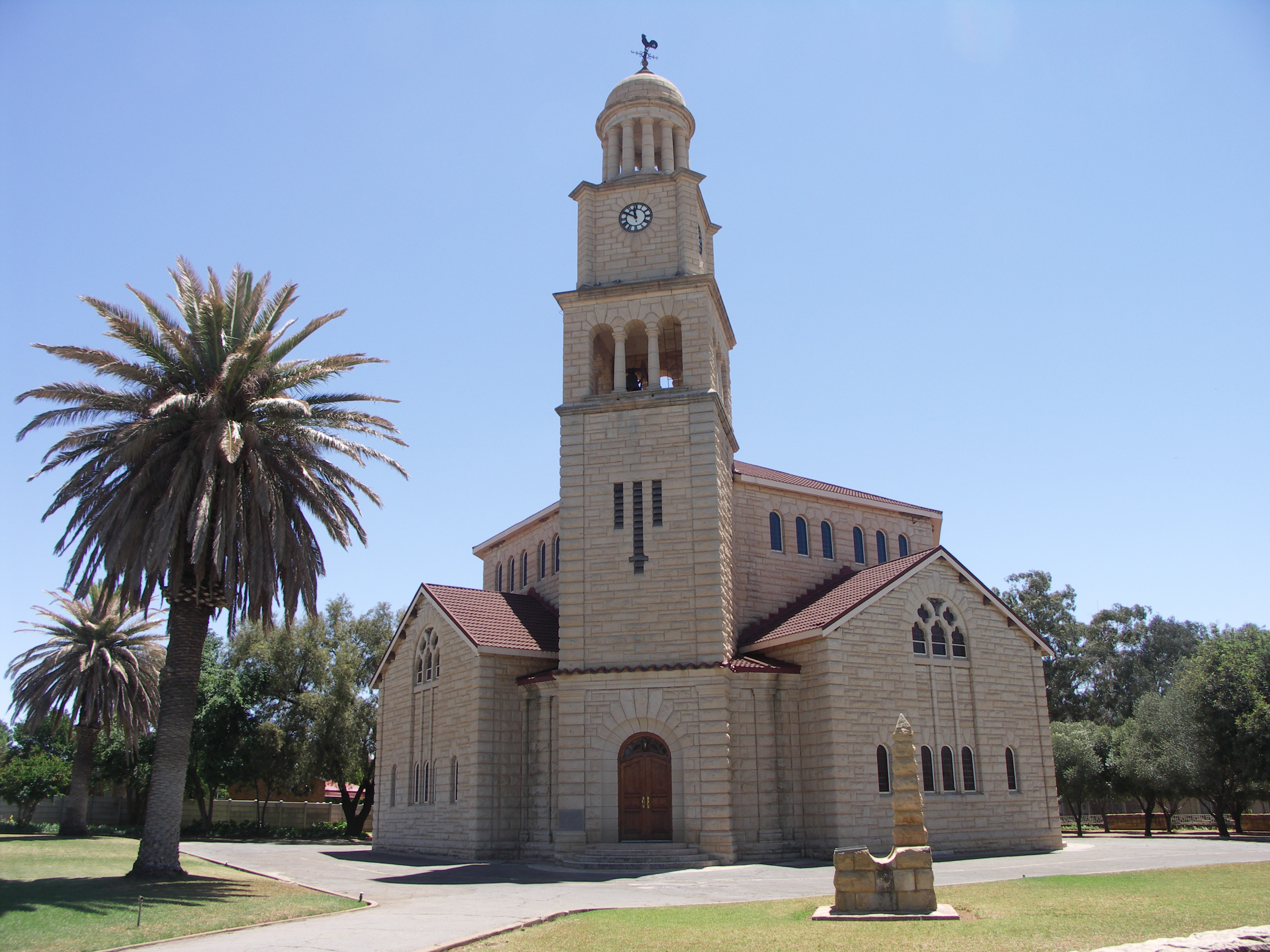
沃爾馬朗斯塔德

沃爾馬朗斯塔德是南非的城鎮，位於該國北部，由西北省負責管轄，距離約翰內斯堡245公里，面積7.13平方公里，2001年人口2,607，人口密度每平方公里370人。